# 澤列納季布羅瓦 (克吉奇夫卡區)
49°17′20″N 35°48′27″E / 49.28889°N 35.80750°E
澤列納季布羅瓦（烏克蘭語：Зелена Діброва），是烏克蘭東部的村莊，隸屬哈爾科夫州的別列斯京區。該村始建於1775年，面積0.42平方公里，海拔高度157米，2001年人口79，人口密度每平方公里188.1人。